# Dalekie (powiat grodziski)
Dalekie – wieś w Polsce położona w województwie wielkopolskim, w powiecie grodziskim, w gminie Granowo.
W okresie Wielkiego Księstwa Poznańskiego (1815-1848) miejscowość wzmiankowana jako Dalekie należała do wsi mniejszych w ówczesnym pruskim powiecie Kosten rejencji poznańskiej. Dalekie należały do okręgu czempińskiego tego powiatu i stanowiły część majątku Granówko, którego właścicielem był wówczas Nieżychowski. Według spisu urzędowego z 1837 roku Dalekie liczyły 40 mieszkańców, którzy zamieszkiwali 8 dymów (domostw).
Pod koniec XIX wieku miejscowość nadal należała do powiatu kościańskiego i liczyła 30 mieszkańców w 4 gospodarstwach. Wszyscy byli wyznania rzymskokatolickiego. W latach 1975–1998 miejscowość administracyjnie należała do województwa poznańskiego.